# Comita I di Torres
Comita II di Torres (XII secolo – 1218) è stato giudice di Torres dal 1198 fino al 1218, della casata dei Lacon-Gunale de Thori.
Prese il potere nel 1196, a seguito della nomina da parte della Corona de Logu, dopo la morte senza eredi di suo fratello, il precedente giudice Costantino II di Torres. 
Se si dà credito alle notizie riportate nel Condaghe di San Gavino, la dinastia turritana aveva avuto un capostipite di nome Comita. Comita, fratello di Costantino, dovrebbe essere chiamato quindi Comita II.
Cercò di utilizzare la diplomazia per uscire dalla difficile situazione in cui si trovava il Giudicato, e si rialleò con il giudice di Cagliari Guglielmo I Salusio IV, che aveva rotto in modo molto cruento l'alleanza con Costantino, favorendo il matrimonio del proprio figlio Mariano con Agnese, figlia del cagliaritano.
Comita fu attento riguardo alla politica matrimoniale: nel 1204 divorziò da Sinispella di Arborea, sposata nel 1185, per sposare una figlia del marchese di Saluzzo.
Nel 1218 muore, lasciando il trono al figlio Mariano II di Torres.